# John Wesley Carroll

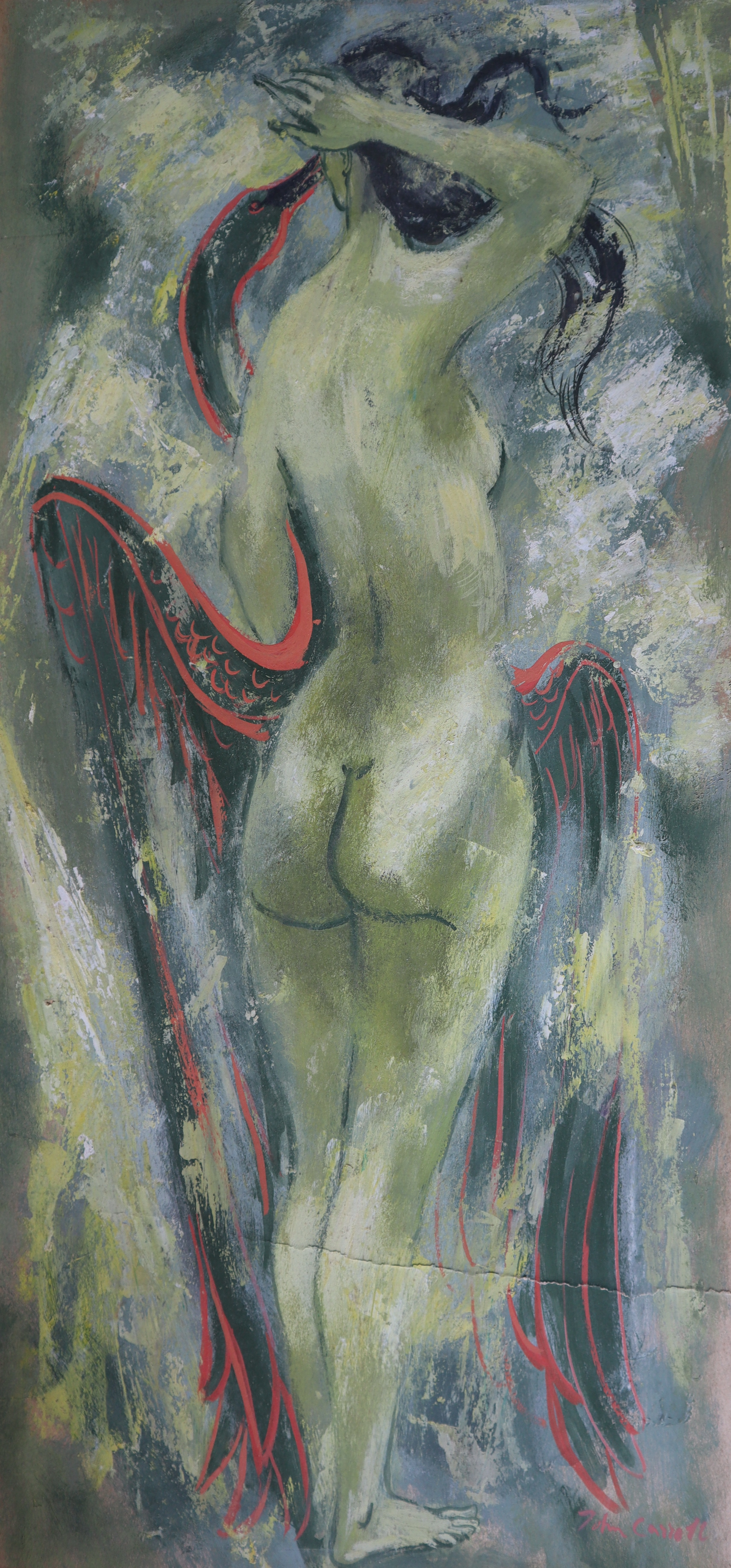
Leda und der Schwan, um 1940

John Wesley Carroll (* 14. August 1892 in Wichita; † 7. November 1959 in Albany) war ein amerikanischer Maler und Lithograph.

## Biographisches
John Carroll wurde am 14. August 1892 in Wichita geboren. Das Künstlerhandwerk erlernte er bei Frank Duveneck. 1927 erhielt Carroll das Guggenheim-Stipendium. Er war vor allem in New York tätig und schuf Porträts und Landschaftsmalereien, die heute in mehreren Kunstmuseen in den Vereinigten Staaten ausgestellt sind. Carroll starb am 7. November 1959 in Albany.